# Велика Британія на літніх Олімпійських іграх 1988
На літніх Олімпійських іграх 1988 року Велику Британію представляло 345 спортсменів (219 чоловіків, 126 жінки). Вони завоювали 5 золотих, 10 срібних і 9 бронзових медалей, що вивело збірну на 12-е місце у неофіційному командному заліку.

## Медалісти
| Медаль | Спортсмен | Вид спорту            | Дисципліна                                               |
| ------ | --- | --------------------- | -------------------------------------------------------- |
| Золото | Команда Пол Барбер Стівен Бетчелор Кулбір Баура Роберт Кліфт Річард Доддс Девід Фолкнер Расселл Гарсія Мартін Грімлі Шон Керлі Джиммі Кірквуд Річард Леман Стівен Мартін Вер'ян Пеппін Джон Поттер Імран Шервані Іян Тейлор | Хокей на траві        | Чоловіки                                                 |
| Золото | Малкольм Купер | Стрільба              | Чоловіки, малокаліберна гвинтівка, 3 положення 50 метрів |
| Золото | Майкл Макінтайр Філіп Вейл | Вітрильний спорт      | Клас «Зоряний»                                           |
| Золото | Адріан Мургаус | Плавання              | Чоловіки, 100 м брасом                                   |
| Золото | Енді Голмс Стівен Редгрейв | Академічне веслування | Чоловіки, двійки орні без рульового                      |
| Срібло | Лінфорд Крісті | Легка атлетика        | Чоловіки, 100 м                                          |
| Срібло | Пітер Елліотт | Легка атлетика        | Чоловіки, 1500 м                                         |
| Срібло | Колін Джексон | Легка атлетика        | Чоловіки, 110 м з бар'єрами                              |
| Срібло | Лінфорд Крісті Джон Реджіс Елліот Банні Майкл Макфарлейн | Легка атлетика        | Чоловіки, естафета 4 × 100 м                             |
| Срібло | Елізабет Макколган | Легка атлетика        | Жінки, 10 000 м                                          |
| Срібло | Фатіма Вітбред | Легка атлетика        | Жінки, метання списа                                     |
| Срібло | Марк Філліпс Карен Стрейкер Вірджинія Ленг Іян Старк | Кінний спорт          | Триборство, командна першість                            |
| Срібло | Іян Старк | Кінний спорт          | Триборство, особиста першість                            |
| Срібло | Алістер Аллан | Стрільба              | Чоловіки, малокаліберна гвинтівка, 3 положення 50 метрів |
| Срібло | Нік Джиллінгем | Плавання              | Чоловіки, 200 м брасом                                   |
| Бронза | Стівен Галлард Річард Прістмен Лерой Вотсон | Стрільба з лука       | Чоловіки, командна першість                              |
| Бронза | Марк Роуленд | Легка атлетика        | Чоловіки, 3000 м з перешкодами                           |
| Бронза | Івонн Мюррей | Легка атлетика        | Жінки, 3000 м                                            |
| Бронза | Річард Вудголл | Бокс                  | Чоловіки, до 71 кг                                       |
| Бронза | Вірджинія Ленг | Кінний спорт          | Триборство, особиста першість                            |
| Бронза | Денніс Стюарт | Дзюдо                 | Чоловіки, до 95 кг                                       |
| Бронза | Річард Фелпс Домінік Магоні Грем Брукгаус | Сучасне п'ятиборство  | Чоловіки, командна першість                              |
| Бронза | Енді Голмс Стівен Редгрейв Патрік Свіні | Академічне веслування | Чоловіки, двійки розпашні з рульовим                     |
| Бронза | Енді Джеймсон | Плавання              | Чоловіки, 100 м батерфляєм                               |